# Elise Czabon
Elise Czabon, geborene Elisabeth Beysteiner, auch Elise Pohl-Beisteiner (18. Jänner 1801 in Kishöflány, Königreich Ungarn – 26. Jänner 1866 in Wien) war eine österreichische Opernsängerin (Mezzosopran).

## Leben
Elisabeth Beysteiner, angeblich ein Hirtenmädchen, wurde durch den Gesangslehrer Paolo Bevilacqua und Antonio Salieri ausgebildet und debütierte 1824 am Kärntnertortheater. Diese Künstlerin war während ihrer Bühnentätigkeit nicht viel länger als ein Jahr in fixem Engagement. Sie erschien fast ausschließlich auf Gastspielreisen vor dem Publikum und hat sich namentlich in Italien die Kunstfertigkeit und Gewandtheit der dortigen Schule angeeignet.
Sie sang in Padua, Rom, Florenz und Neapel unter stürmischen Beifall und wurde sogar Mitglied der philharmonischen Gesellschaft in Florenz. Aus Italien zurückgekehrt nahm sie erst recht kein fixes Engagement und gastierte im Norden und Süden von Deutschland, wo sie großes Aufsehen machte und geraume Zeit zu den besten Sängerinnen gezählt wurde.
Zuerst war sie mit dem Tenor Pohl verheiratet. Und als sie in zweiter Ehe 1838 den Musikdirektor Czabon heiratete, da wanderte sie erst recht konzertierend und gastierend mit ihm umher. Sie starb in Wien am 26. Jänner 1866.